# دیوسیفون
دیوسیفون (به انگلیسی: Diucifon) یک ترکیب شیمیایی با شناسه پاب‌کم ۱۲۲۱۳۹ است. که جرم مولی آن ۶۲۴٫۶۲۳۴ g/mol می‌باشد.